# Tony Meyer
Anthony „Tony“ Meyer (* 24. Juli 1947 in Watford, Hertfordshire, England) ist ein britischer Schauspieler.

## Leben
Tony Meyer ist der Zwillingsbruder von David Meyer. Tony trat oft mit seinem Bruder zusammen in Filmen auf. Sein bekanntester Film war der Film James Bond 007 – Octopussy. Hier spielte er zusammen mit seinem Bruder die Zwillinge Mischka und Grischka. Den Höhepunkt seiner Karriere hatte Meyer in den 1980er Jahren.

## Filmografie (Auswahl)
- 1976: Das Hotel in der Duke Street (The Duchess of Duke Street, Fernsehserie, Folge 1x04)
- 1976: Hamlet
- 1981: Die schwarze Mamba (Venom)
- 1982: Der Kontrakt des Zeichners (The Draughtsman’s Contract)
- 1983: James Bond 007 – Octopussy (Octopussy)
- 1984: State of Wonder
- 1989: Zwei seriöse Damen in Dublin (Snakes and Ladders, Fernsehserie, 4 Folgen)
- 1994: The Bill (Fernsehserie, Folge 10x66)